# Josep Pallach
Josep Pallach i Carolà (Figueras, Gerona, 10 de febrero de 1920 - Barcelona, 11 de enero de 1977) fue un maestro, pedagogo y político español.

## Biografía
Proveniente de una familia de labradores, a los catorce años se afilió al Bloque Obrero y Campesino y en 1936 fue secretario de las juventudes del Partido Obrero de Unificación Marxista (POUM) en Figueras (Cataluña). Participó en varios actos públicos junto a Andrés Nin. Durante la Guerra civil española formó parte del comité local de Cultura y Arte, encargado de salvar el patrimonio cultural y artístico del Alto Ampurdán.
Tras los hechos de mayo de 1937, durante los cuales defendió los locales del POUM de su ciudad natal, se escondió en la localidad costera de Rosas, donde ejerció de maestro en una escuela de la 
Confederación Nacional del  Trabajo (CNT). En enero de 1938 fue movilizado e integró un batallón de castigo controlado por el Partido Socialista Unificado de Cataluña (PSUC). Acabada la guerra, se exilió a Francia donde fue confinado sucesivamente en varios campos de internamiento franceses. 
Al estallar la Segunda Guerra Mundial participó en un grupo de resistencia creado por Josep Rovira y se incorporó al Frente de la Libertad. En 1942 atravesó la frontera franco-española clandestinamente instalándose de nuevo en Cataluña. Participó en la I Conferencia Nacional del Partido Obrero de Unificación Marxista (POUM), celebrada en Valldoreix en noviembre de 1943, donde fue elegido miembro del primer Comité Ejecutivo y asistió también a la II Conferencia, celebrada en Barcelona en junio de 1944, donde confirmó su pertenencia al Comité Ejecutivo. En noviembre de 1944 fue delegado en la Conferencia del POUM celebrada en Toulouse y pocos días después de volver a Cataluña, el 24 de diciembre de 1944, fue detenido por la policía y encarcelado en Figueras primero y en Gerona posteriormente, de donde se escapó en febrero de 1946.
Volvió a Francia y se afilió al Moviment Socialista de Catalunya (MSC), que Rovira con otros militantes del POUM había constituido en el exilio francés. Se instaló en París, donde estudió pedagogía y psicología en la Sorbona. Entre 1946 y 1948 realizó varios viajes clandestinos a Cataluña. Profesionalmente ejerció de pedagogo en varias ciudades francesas a la par que se dedicó a tareas de organización del MSC hasta 1968; tuvo una destacada participación en la publicación de Endavant.
En febrero de 1957 firmó, en representación del MSC, el pacto de París, un intento de crear un organismo unitario entre la oposición republicana y los monárquicos. El 1962 entró clandestinamente en España para colaborar en la constitución de la Alianza Sindical Obrera (ASO). En 1966, a raíz del escisión sufrida en el MSC, pasa a encabezar el sector que defendía el socialismo moderado frente al sector más radical liderado por Joan Reventós. El mismo año, mientras era juzgado en España por pertenecer a la ASO, creó junto con miembros de Esquerra Republicana de Catalunya, Acción Catalana y la CNT, el Secretariado de la Democracia Social Catalana.
En 1970 volvió definitivamente a Cataluña. Ejerció de profesor de Historia de la Educación en la Universidad Autónoma de Barcelona y en 1975 se doctoró. En noviembre de 1974 participó activamente en la constitución, en Montserrat, del Reagrupament Socialista i Democràtic de Catalunya, y en abril de 1975 en representación de la corriente socialdemócrata, participó en el ciclo de «Las terceras vías en Europa» donde se dieron a conocer las diversas ideologías democráticas existentes en Cataluña. Tras la muerte de Francisco Franco en 1975, se volcó en la organización del socialismo en Cataluña, en clara competencia con Convergència Socialista de Catalunya de Reventós. 
En enero de 1976, en el segundo congreso del Reagrupament, fue elegido copresidente junto a Josep Verde. Convertido el Reagrupament en Partido Socialista de Cataluña, el 9 de enero de 1977 fue elegido secretario general del Partido Socialista-Reagrupament; moría dos días después, víctima de un infarto. 
Considerado exponente máximo del llamado socialismo reformista, catalanista y partidario de una solución federal para el Estado español, publicó numerosos trabajos, tanto de teoría política como de pedagogía.

## Obras
- El nostre combat (Acció i perspectiva del socialisme a Catalunya), París, 1954.
- El gran problema. Escola i ensenyament per a tots, Perpiñán, 1964.
- Instituts pilot i reforma de l'ensenyament mitjà. L'experiència francesa, Barcelona, 1971.
- La democràcia, per què fer?, Barcelona, 1975.
- Socialisme. Aportacions de Josep Pallach, Barcelona, 1978.